# Zakhmi Sher
Pour plus de détails, voir Fiche technique et Distribution.
Zakhmi Sher est un film d'action, en langue hindoue, réalisé en 1984, par Dasari Narayana Rao (en). Le film met en vedette Dimple Kapadia et Jeetendra (en). La musique est composée par Laxmikant-Pyarelal. Il s'agit d'un remake du film, en langue télougou, Bobbili Puli (en).

## Synopsis
L'honnête et diligent major Vijay Kumar Singh est rappelé du service actif pour assister aux funérailles de sa mère. Il refuse car il doit être présent sur le front et encourager les autres. Lorsqu'il rentre chez lui, il fait le deuil de sa mère et s'efforce de trouver un marié convenable pour sa sœur non mariée. Il découvre que Reshmi est amoureuse d'un homme et il va parler au père de cet homme. Le père, Lala, accepte le mariage, à condition que Vijay épouse sa fille Anandi, retardée mentale. Vijay refuse immédiatement, mais lorsqu'il apprend que sa sœur est enceinte, il accepte d'épouser Anandi. Les circonstances l'obligent alors à être témoin de deux crimes : l'un est un incendie volontaire, l'autre un conducteur en état d'ébriété qui a tué des personnes endormies sur un sentier de la ville. Dans les deux cas, le juge rejette l'affaire. Confus et blessé par un système incapable de punir les coupables, il réfléchit à ce qui va arriver à son pays. Puis il apprend que sa mère n'est pas morte, mais qu'elle a été assassinée, et il entreprend de trouver le ou les responsables de cet acte. Vijay ne fait plus confiance à la police et sait qu'elle laissera les coupables impunis. Il entreprend de les traquer un par un, jusqu'à ce qu'il tombe sur l'homme qui a réellement tué sa mère, qui n'est autre qu'un saint homme nommé Swami Kashinath Singh, un homme qui prétend être son père biologique et un homme qui affirme que tuer sa femme était une erreur. Quelle sera la prochaine action de Vijay ? Sera-t-il suffisamment objectif pour punir son père pour ce crime odieux, ou l'émotion écrasera-t-elle toute décision ?

## Fiche technique
Sauf indication contraire, les informations mentionnées dans cette section peuvent être confirmées par la base de données cinématographiques IMDb,  présente dans la section « Liens externes ».
- Titre : Zakhmi Sher
- Réalisation :
- Scénario :
- Musique :
- Production :
- Langue : Hindi
- Genre : Film musical - Romance
- Durée : 187 minutes (3 h 07)
- Dates de sorties en salles :
  -  Inde : 28 septembre 1984

## Distribution
- Jeetendra (en) : Major Vijay Kumar Singh
- Dimple Kapadia : Avocate Anu Gupta
- Jayasudha (en) : Anandi
- Amrish Puri : Swami Kashinath Singh
- Shakti Kapoor : Arsonist
- Om Shivpuri (en) : Mr. Gupta
- Vinod Mehra (en) : Inspecteur de police
- Bharat Bhushan (en) : Juge
- Rohini Hattangadi